# Нью-Хейвен (Индиана)
Нью-Хейвен (англ. New Haven) — город в округе Аллен в штате Индиана в Соединённых Штатах Америки.
Согласно данным переписи населения США 2020 года число жителей города 
составляло 15 843 человек.

## История
Нью-Хейвен был основан в 1839 году Генри Берджессом, который назвал его в честь города в штате Коннектикут.
В самом начале 1880-х здесь была построена католическая церковь Святого Луи, которая в 1995 году была включена в Национальный реестр исторических мест США.

## География
Нью-Хейвен находится непосредственно к востоку от города Форт-Уэйн, второго по величине города в штате Индиана, и расположен в основном вдоль южного берега реки Моми.
Согласно данным Бюро переписи населения США, общая площадь Нью-Хейвена составляет 9,875 квадратных миль (25,58 км2), из которых 9,87 квадратных миль (25,56 км2 или 99,95%) — это суша и 0,005 квадратных миль (0,01 км2 или 0,05%) — водная поверхность.